# Médaille John von Neumann

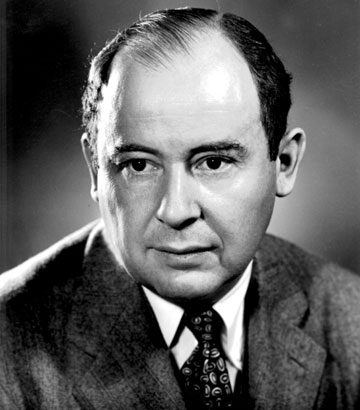
John von Neumann dans les années 1980

La médaille John von Neumann est une récompense attribuée tous les ans depuis 1992 par l'IEEE à une ou deux personnes en reconnaissance de leurs « accomplissements extraordinaires en sciences et technologies informatiques ». Elle est nommée en l'honneur de John von Neumann, pionnier de l'informatique. Les faits reconnus peuvent être d'ordre théorique, pratique ou entrepreneuriaux.

## Lauréats
| Année | Nom(s)                                                    | Motivation(s)                                                                                                   |
| ----- | --------------------------------------------------------- | --- |
| 1992  | Gordon Bell ( États-Unis)                                 | Architecture des ordinateurs                                                                                    |
| 1993  | Frederick Brooks ( États-Unis)                            | Architecture des ordinateurs, ingénierie logicielle enseignement et consultation en informatique                |
| 1994  | John Cocke ( États-Unis)                                  | Développement d'architectures RISC Techniques d'optimisation de programmes                                      |
| 1995  | Donald Knuth ( États-Unis)                                | Théorie et pratique de l'informatique, art de la programmation                                                  |
| 1996  | Carver Mead ( États-Unis)                                 | VLSI, structures microélectroniques                                                                             |
| 1997  | Maurice Vincent Wilkes ( Royaume-Uni)                     | Ordinateur à programme chargé en mémoire fondements de la programmation                                         |
| 1998  | Ivan Sutherland ( États-Unis)                             | Graphismes sur ordinateur, conception microélectronique soutien à la recherche en informatique et en ingénierie |
| 1999  | Douglas Engelbart ( États-Unis)                           | Fondements de l'informatique personnelle interactive                                                            |
| 2000  | John Hennessy ( États-Unis) David Patterson ( États-Unis) | Architecture des ordinateurs                                                                                    |
| 2001  | Butler Lampson ( États-Unis)                              | Systèmes à temps partagé, algorithmique répartie, réseaux informatiques sécurité, langages de programmation     |
| 2002  | Ole-Johan Dahl ( Norvège) Kristen Nygaard ( Norvège)      | Programmation orientée objet                                                                                    |
| 2003  | Alfred Aho ( Canada)                                      | Fondements de l'informatique, algorithmes, outils logiciels                                                     |
| 2004  | Barbara Liskov ( États-Unis)                              | Langages de programmation, méthodologie, systèmes distribués                                                    |
| 2005  | Michael Stonebraker ( États-Unis)                         | Bases de données relationnelles                                                                                 |
| 2006  | Edwin Catmull ( États-Unis)                               | Graphismes et animations sur ordinateur                                                                         |
| 2007  | Charles P. Thacker ( États-Unis)                          | Ordinateur personnel, réseaux                                                                                   |
| 2008  | Leslie Lamport ( États-Unis)                              | Algorithmique répartie et concurrente                                                                           |
| 2009  | Susan L. Graham ( États-Unis)                             | Langages de programmation                                                                                       |
| 2010  | John Hopcroft ( États-Unis) Jeffrey Ullman ( États-Unis)  | Automates, théorie des langages, informatique théorique                                                         |
| 2011  | Tony Hoare ( États-Unis)                                  | Fondations de la conception de logiciels                                                                        |
| 2012  | Edward J. McCluskey ( États-Unis)                         | Ingénierie des ordinateurs                                                                                      |
| 2013  | Jack Dennis ( États-Unis)                                 | Calcul parallèle                                                                                                |
| 2014  | Cleve Moler ( États-Unis)                                 | Développement en MATLAB                                                                                         |
| 2015  | James Gosling ( Canada)                                   | Création de Java                                                                                                |
| 2016  | Christos Papadimitriou ( Grèce)                           | Théorie de la complexité et implications en intelligence artificielle, économie, bases de données et biologie   |
| 2017  | Vladimir Vapnik ( États-Unis)                             | Apprentissage automatique et machines à vecteurs de support                                                     |
| 2018  | Patrick Cousot ( France)                                  | Interprétation abstraite                                                                                        |
| 2019  | Éva Tardos ( Hongrie)                                     | Algorithmie, optimisation et théorie des jeux                                                                   |
| 2020  | Michael I. Jordan ( États-Unis)                           | Apprentissage automatique et sciences des données                                                               |
| 2021  | Jeffrey Dean ( États-Unis)                                | Systèmes distribués à grande échelle et intelligence artificielle                                               |
| 2022  | Deborah Estrin ( États-Unis)                              | Réseaux de capteurs sans fil                                                                                    |
| 2023  | Franck Thomson Leighton (en) ( États-Unis)                | Algorithmie et applications aux réseaux de diffusion de contenu                                                 |